# Portable Document Format
Portable Document Format (kratica PDF) je odprt standard za izmenjavo elektronskih dokumentov, ki je bil ustvarjen z namenom od platforme neodvisnega prikazovanja dokumenta. Datoteka PDF ima pripono .pdf in vsebuje popoln zapis dokumenta, vključno z besedilom, prelomom, pisavami, grafičnimi elementi, metapodatki in drugimi podatki, nujnimi za enoznačen prikaz. Novejše različice formata podpirajo tudi razširjen nabor funkcij, kot so interaktivna polja za vnos, nadbesedilne povezave do drugih dokumentov, interaktivni 3D elementi, video, zvok, zaznamki, zaščita idr.
PDF so razvili pri podjetju Adobe Systems leta 1993 in je bil sprva zaprt lastniški format, ki ga je podpiral Adobeov programski paket Acrobat, namenjen poklicnim grafičnim oblikovalcem ter založnikom. Kmalu je izšel še brezplačen program Acrobat Reader, ki je namenjen zgolj prikazovanju PDF datotek. Sčasoma je postal de facto standard za zanesljivo izmenjavo in tiskanje dokumentov, pri katerih je postavitev elementov na strani bistvena. Točne specifikacije formata so bile na voljo javnosti že vsaj od leta 2001 na račun česar so nastali številni neodvisni urejevalniki ter bralniki, vendar je podjetje Adobe Systems obdržalo nadzor nad njegovim razvojem. Naposled je leta 2007 različico 1.7 predlagalo Mednarodni organizaciji za standardizacijo, ki je junija 2008 potrdila PDF kot standard ISO 32000-1:2008.